# Wilfred Podestá
Wilfred Podestá (6 marzo 1912 – Pietà, 30 giugno 1973) è stato un pallanuotista maltese che ha partecipato ai Giochi di Berlino 1936, assieme al fratello gemello Arthur "Babsie".